# Ricardo Vilela
Ricardo Augusto Vilela Afonso (18 de diciembre de 1987) es un ciclista portugués.
A finales de 2022 se informó que fue sancionado con tres años de suspensión por posesión de un método prohibido.

## Palmarés
2012
- 2.º en el Campeonato de Portugal Contrarreloj

2016
- 3.º en el Campeonato de Portugal en Ruta

2017
- 3.º en el Campeonato de Portugal en Ruta

## Resultados en Grandes Vueltas y Campeonatos del Mundo
| Carrera         | Carrera         | 2009 | 2010 | 2011 | 2012 | 2013 | 2014 | 2015 | 2016 | 2017 | 2018 | 2019  | 2020 | 2021 | 2022 |
| --------------- | --------------- | ---- | ---- | ---- | ---- | ---- | ---- | ---- | ---- | ---- | ---- | ----- | ---- | ---- | ---- |
|                 | Giro de Italia  | —    | —    | —    | —    | —    | —    | —    | —    | —    | —    | —     | —    | —    | —    |
|                 | Tour de Francia | —    | —    | —    | —    | —    | —    | —    | —    | —    | —    | —     | —    | —    | —    |
|                 | Vuelta a España | —    | —    | —    | —    | —    | —    | 48.º | —    | 50.º | —    | 105.º | 99.º | —    | —    |
| Mundial en Ruta | Mundial en Ruta | —    | —    | —    | —    | —    | —    | —    | —    | 65.º | —    | —     | —    | —    | —    |

-: no participa

Ab.: abandono